# 밥

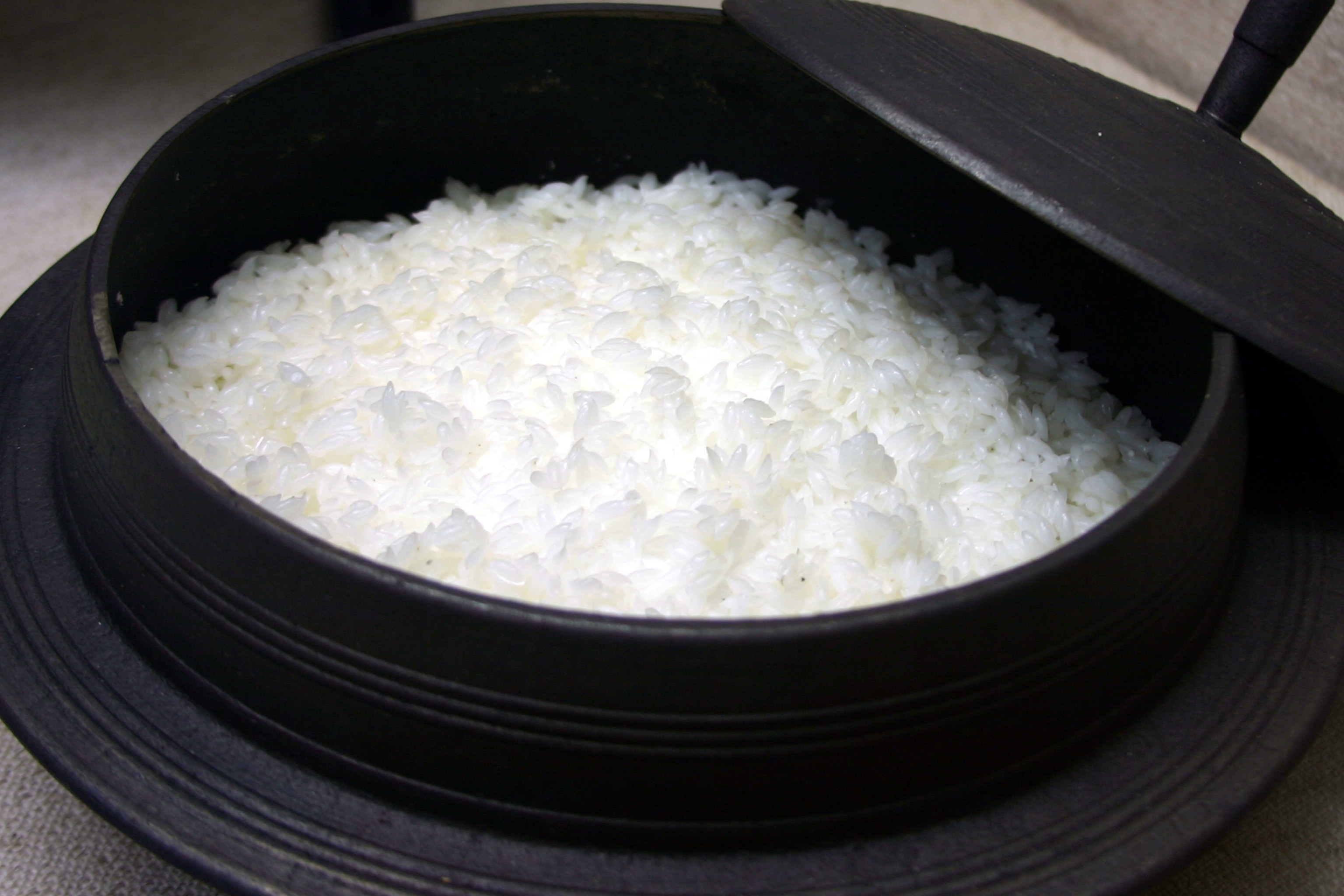
가마솥에 지은 밥

밥은 쌀과 보리 등의 곡식을 물에 넣고 물기가 없어지거나 풀어지지 않도록 삶은 음식이다. 오랜 역사동안 있었던 음식이라 무려 수백년 전에도 있었던 오랜 역사의 음식이다.

## 한국의 밥
보통 밥이라고 하면 쌀로 지은 것을 말하며, 보리와 같은 곡식들을 쌀과 섞어 만드는 밥은 보리밥과 잡곡밥으로 부른다. 예전 한국에서는 사회적으로 부유한 계층을 제외하고는 쌀밥보다는 콩, 팥, 조, 보리 등을 섞은 잡곡밥을 주로 먹었다. 고추장과 같은 장을 담글 때 들어가기도 한다. 또한 밥을 국에 말아 먹는데 이를 국밥이라고 한다.
한국에서 밥은 관용적 의미로 주식(主食), 식사 등을 나타내기도 하며, 양식(糧食)의 의미로 쓰이기도 한다.

## 종류

### 재료
다른 곡물을 섞지 않은 밥
- 쌀밥
- 흰쌀밥(백미밥)
- 흑미밥
- 현미밥
- 찹쌀밥
- 현미찹쌀밥
- 멥쌀밥

다른 곡물을 섞은 밥(잡곡밥)
- 보리밥
- 꽁보리밥
- 콩밥
- 기장밥
- 조밥
- 메밀밥
- 녹두밥
- 옥수수밥
- 팥밥
- 수수밥
- 오곡밥
- 감자밥
- 귀리밥
- 밀밥

별미밥
별미밥 또는 별밥은 채소, 해물, 고기와 같은 여러 특수한 재료를 섞어서 만들 수 있다. 이를테면 나물밥은 나물 채소를 섞어서 만든 밥이다. 일부 대중적인 별미밥은 다음과 같다:
- 밤밥
- 비지밥
- 감자밥
- 곤드레밥
- 굴밥
- 달걀밥(계란밥)
- 조개밥
- 콩나물밥
- 무밥
- 송이밥
- 쑥밥
- 김치밥
- 카레밥
- 영양밥

### 밥을 이용한 음식
- 비빔밥
- 볶음밥
- 덮밥
- 김밥
- 국밥
- 헛제삿밥
- 주먹밥
- 쌈밥
- 약밥
- 두부밥
- 묵밥
- 밥버거
- 밥전
- 누룽지
- 초밥

### 밥을 짓는 용기에 따른 분류
- 돌솥밥
- 찜밥
- 가마솥밥
- 전기밥솥밥

## 같이 보기
- 아시아 요리
- 쌀밥
- 주먹밥
- 잡곡밥
- 볶음밥